# Canada Line
| Ein Zug nähert sich der Station Bridgeport |                      |                                  |                           |
| Streckenlänge: | 19,2 km              |                                  |                           |
| Spurweite: | 1435 mm (Normalspur) |                                  |                           |
| |                      |                                  |                           |
| \| \| \| SeaBus \| \| \| \| \| Waterfront West Coast Express \| \| \| \| \| Expo Line/Millennium Line \| \| \| \| \| Vancouver City Centre \| \| \| \| \| Yaletown-Roundhouse \| \| \| \| \| False Creek \| \| \| \| \| Olympic Village \| \| \| \| \| Broadway-City Hall \| \| \| \| \| King Edward \| \| \| \| \| 33rd Avenue (geplant) \| \| \| \| \| Oakridge-41st Avenue \| \| \| \| \| Langara-49th Avenue \| \| \| \| \| 57th Avenue (geplant) \| \| \| \| \| Portal 64th Avenue \| \| \| \| \| \| \| \| \| \| Marine Drive \| \| \| \| \| North Arm Bridge (Fraser River) \| \| \| \| \| Betriebswerkstatt \| \| \| \| \| Highway 99 \| \| \| \| \| Bridgeport \| \| \| \| \| \| \| \| \| \| Aberdeen \| \| \| \| \| Lansdowne \| \| \| \| \| Richmond-Brighouse \| \| \| \| \| Middle Arm Bridge (Fraser River) \| \| \| \| \| Grant Mcconachie Way \| \| \| \| \| \| \| \| \| \| Templeton \| \| \| \| \| Sea Island Centre \| \| \| \| \| \| \| \| \| \| YVR-3 (geplant) \| \| \| \| \| YVR-Airport \| \| \| \| \| Vancouver International Airport \| \| |                      |                                  |                           |
| |                      | SeaBus                           |                           |
| |                      | Waterfront West Coast Express    |                           |
| U-Bahn-Strecke nach links (im Tunnel) · U-Bahn-Kreuzung mit Tunnelstrecke und geradeaus unten (im Tunnel) |                      | Expo Line/Millennium Line        | Expo Line/Millennium Line |
| U-Bahn-Haltepunkt / Haltestelle (im Tunnel) |                      | Vancouver City Centre            | Vancouver City Centre     |
| U-Bahn-Haltepunkt / Haltestelle (im Tunnel) |                      | Yaletown-Roundhouse              | Yaletown-Roundhouse       |
| |                      | False Creek                      |                           |
| U-Bahn-Haltepunkt / Haltestelle (im Tunnel) |                      | Olympic Village                  | Olympic Village           |
| U-Bahn-Haltepunkt / Haltestelle (im Tunnel) |                      | Broadway-City Hall               | Broadway-City Hall        |
| U-Bahn-Haltepunkt / Haltestelle (im Tunnel) |                      | King Edward                      | King Edward               |
| ehemaliger U-Bahn-Haltepunkt / Haltestelle (im Tunnel) |                      | 33rd Avenue (geplant)            | 33rd Avenue (geplant)     |
| U-Bahn-Haltepunkt / Haltestelle (im Tunnel) |                      | Oakridge-41st Avenue             | Oakridge-41st Avenue      |
| U-Bahn-Haltepunkt / Haltestelle (im Tunnel) |                      | Langara-49th Avenue              | Langara-49th Avenue       |
| ehemaliger U-Bahn-Haltepunkt / Haltestelle (im Tunnel) |                      | 57th Avenue (geplant)            | 57th Avenue (geplant)     |
| U-Bahn-Tunnelende |                      | Portal 64th Avenue               | Portal 64th Avenue        |
| U-Bahn-Strecke geradeaus |                      |                                  |                           |
| U-Bahn-Haltepunkt / Haltestelle |                      | Marine Drive                     | Marine Drive              |
| |                      | North Arm Bridge (Fraser River)  |                           |
| U-Bahn-Betriebs-/Güterbahnhof Streckenanfang und quer · U-Bahn-Abzweig geradeaus, nach rechts und von rechts |                      | Betriebswerkstatt                | Betriebswerkstatt         |
| |                      | Highway 99                       |                           |
| U-Bahn-Bahnhof |                      | Bridgeport                       | Bridgeport                |
| |                      |                                  |                           |
| U-Bahn-Strecke · U-Bahn-Haltepunkt / Haltestelle |                      | Aberdeen                         | Aberdeen                  |
| U-Bahn-Strecke · U-Bahn-Haltepunkt / Haltestelle |                      | Lansdowne                        | Lansdowne                 |
| U-Bahn-Strecke · U-Bahn-Kopfbahnhof Ende Hochstrecke |                      | Richmond-Brighouse               | Richmond-Brighouse        |
| |                      | Middle Arm Bridge (Fraser River) |                           |
| |                      | Grant Mcconachie Way             |                           |
| U-Bahn-Strecke |                      |                                  |                           |
| U-Bahn-Haltepunkt / Haltestelle |                      | Templeton                        | Templeton                 |
| U-Bahn-Haltepunkt / Haltestelle |                      | Sea Island Centre                | Sea Island Centre         |
| U-Bahn-Strecke geradeaus |                      |                                  |                           |
| ehemaliger U-Bahn-Haltepunkt / Haltestelle |                      | YVR-3 (geplant)                  | YVR-3 (geplant)           |
| U-Bahn-Kopfbahnhof Ende Hochstrecke |                      | YVR-Airport                      | YVR-Airport               |
| |                      | Vancouver International Airport  |                           |

Die Canada Line ist eine U-Bahn-Linie im kanadischen Ballungsgebiet Metro Vancouver in der Provinz British Columbia. Sie verbindet Vancouver mit der südlichen Nachbarstadt Richmond und mit dem Vancouver International Airport. Es kommen automatisch verkehrende, elektrisch betriebene Züge zum Einsatz. Die Eröffnung der 19,2 km langen Linie mit 16 Stationen erfolgte am 17. August 2009, rechtzeitig im Hinblick auf die Olympischen Winterspiele 2010.

## Strecke
Die Canada Line beginnt unterirdisch im Stadtzentrum Vancouvers am Bahnhof Waterfront, wo Anschluss zu den übrigen SkyTrain-Linien, zur Vorortseisenbahn West Coast Express und zur SeaBus-Fähre besteht. Nach einem Tagbautunnel unter der Granville Street folgt ein gebohrter Tunnel unter der dem südlichen Teil der Granville Street, der Davie Street und dem Meeresarm False Creek bis zur Station Olympic Village an der Cambie Street. Der Abschnitt bis zum Tunnelportal südlich der 64th Avenue entstand wiederum im Tagbauverfahren.
Anschließend wird die Canada Line zur Hochbahn, wobei sie den nördlichen Mündungsarm des Fraser River auf einer Schrägseilbrücke überquert und die Stadt Richmond auf Lulu Island erreicht. Aufgrund der Beschaffenheit des Bodens ist ein Tunnel in diesem Bereich nicht möglich. Bei der Station Bridgeport teilt sich die Linie in zwei Äste. Der Hauptast führt weiter südwärts entlang der Number 3 Road ins Stadtzentrum von Richmond. Die Abzweigstrecke überquert in westlicher Richtung den mittleren Mündungsarm des Fraser River, erreicht Sea Island und endet beim Vancouver International Airport. Teile der Flughafen-Zweiglinie sind ebenerdig, um den Bau einer zukünftigen Rollbahn für Flugzeuge zu ermöglichen. Beide Zweigstrecken sind an ihren Enden einspurig ausgeführt.

## Stationen

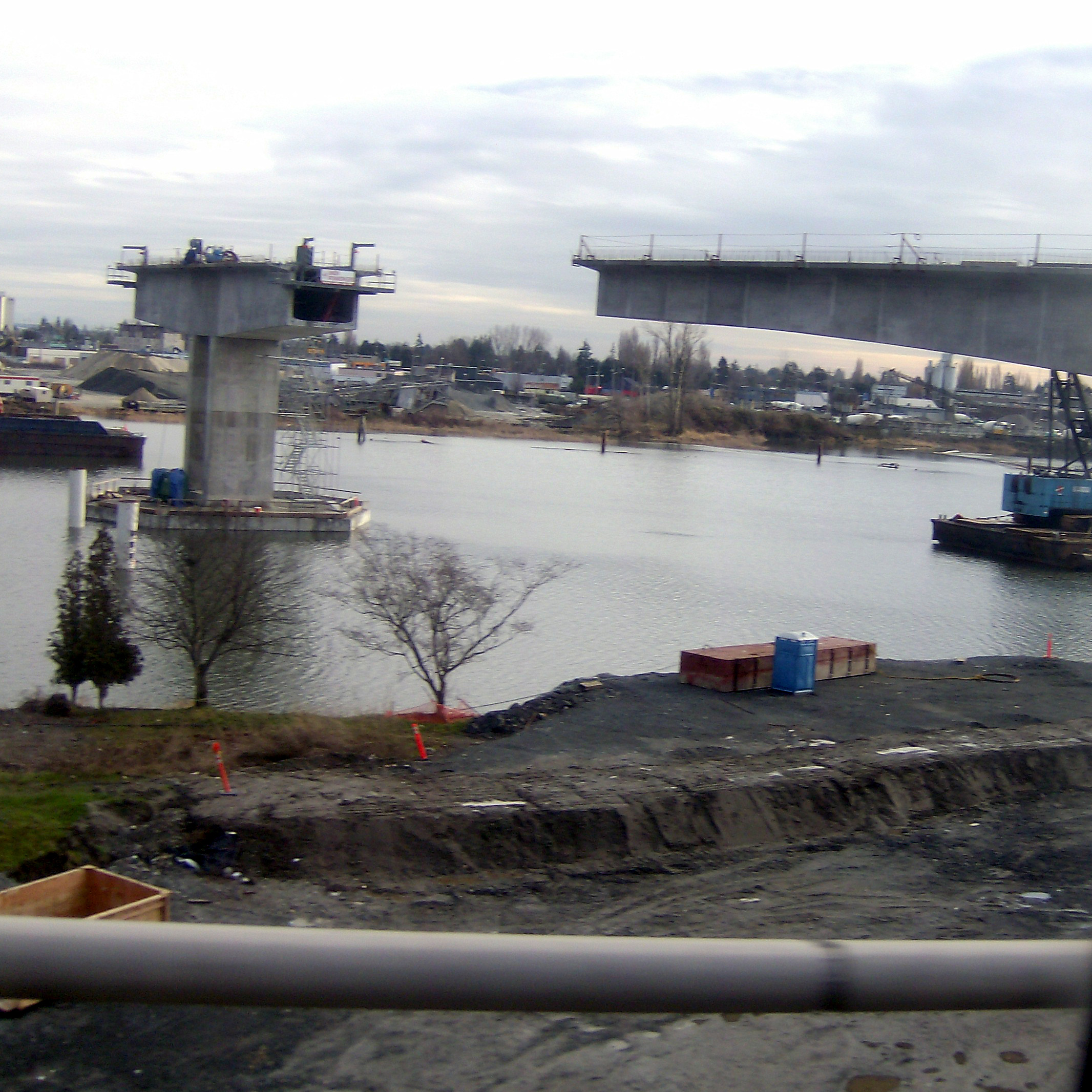
Bauarbeiten an der Brücke über den Fraser River (mittlerer Mündungsarm)

In Betrieb sind zurzeit 16 Stationen. Neun davon befinden sich in Vancouver, vier auf Lulu Island und drei auf Sea Island. Weitere drei Stationen sind geplant und könnten in der Zukunft hinzugefügt werden. Die Bahnsteige weisen eine Länge von 40 Metern auf, können aber bei Bedarf um weitere zehn Meter verlängert werden. Jede Station verfügt über Aufzüge und aufwärts fahrende Rolltreppen. Abwärts fahrende Rolltreppen sind nur an den drei Endstationen vorhanden.
Die Station King Edward wurde in zwei übereinander liegenden Tunnelröhren errichtet. Die Station Vancouver City Centre ist unterirdisch mit den Einkaufszentren Pacific Centre Mall und Vancouver Centre Mall verbunden. Allerdings gibt es keine direkte Verbindung zur nahe gelegenen, bereits bestehenden Station Granville, so dass im Bahnhof Waterfront umgestiegen werden muss. Es bestehen Planungen, die Millennium Line entlang des Broadway weiter nach Westen bis zur Cambie Street zu verlängern. Dabei entstünde an der Station Broadway-City Hall eine weitere Umsteigemöglichkeit. Bei der Errichtung dieser Station werden deshalb entsprechende Bauvorleistungen erbracht.

## Züge
Die auf der Canada Line eingesetzten Züge verkehren vollautomatisch, verfügen aber im Gegensatz zur Expo Line und zur Millennium Line nicht über Linearmotoren des Systems Advanced Rapid Transit (ART) von Bombardier. Zum Einsatz kommt stattdessen konventionellere Technologie. Die Finanzierung der Canada Line erfolgte im Rahmen von Public Private Partnership, womit auch private Investoren beteiligt sind. Bei einer frühzeitigen Festlegung auf die ART-Technologie wären diese bei der Ausschreibung stark benachteiligt gewesen.
Den Zuschlag erhielt Rotem, ein Unternehmen des Hyundai-Konzerns. Insgesamt wurden 20 Züge bestellt, die eine Höchstgeschwindigkeit von 80 km/h erreichen. Die Züge bestehen aus zwei Gelenkwagen mit durchgängigem Fahrgastraum, die geschätzte Maximalkapazität beträgt 334 Personen. Die Länge der Züge beträgt 41 Meter, die Breite 3 Meter.

## Geschichte
1995 veröffentlichte die öffentlich-rechtliche Verkehrsgesellschaft BC Transit ein Gutachten über die Verbesserung des öffentlichen Personennahverkehrs im Korridor zwischen Vancouver, Richmond und dem Flughafen. Zur Debatte standen der Ausbau des Busangebots (Bus Rapid Transit) und der Einsatz eines vollautomatischen schienengebundenen Verkehrsmittels (damals als Richmond-Airport-Vancouver Line oder RAV Line bezeichnet).
2003 bekundeten zehn Unternehmen und Konsortien ihr Interesse an dem Projekt. Im Dezember 2003 wurde die Anzahl der möglichen Bewerber auf drei reduziert. Es waren dies RAVLink Transportation (mit Fluor Corporation, Siemens Canada, MTR Corporation und Balfour Beatty Capital Projects), RAVxpress (mit Bombardier, AMEC, Bouygues Travaux Publics und Bilfinger Berger) sowie SNC-Lavalin/Serco (mit SNC Lavalin und Serco).
Am 30. Juni 2004 genehmigte das Direktorium von TransLink nach zweimaliger Ablehnung die RAV Line. Es behielt sich aber das Recht vor, das Projekt fallenzulassen, sollten alle Angebote teurer als das genehmigte Budget von 1,35 Milliarden CAD sein. Am 19. November 2004 erhielt das Konsortium SNC-Lavalin/Serco (später als InTransitBC bezeichnet) den Zuschlag. Das vorliegende Projekt lag zwar 343 Millionen CAD über dem Budget, doch konnten die Kosten durch zahlreiche Einsparungen unter die Limite gesenkt werden. Das TransLink-Direktorium gab am 1. Dezember 2004 die endgültige Zustimmung.
InTransitBC und TransLink unterzeichneten am 29. Juli 2005 den abschließenden Vertrag für die Planung, den Bau und für die ersten 35 Jahre den Betrieb der neuen Linie. Die Serco Group stieg aus dem Konsortium aus, an ihre Stelle traten zwei Pensionskassen. Die Bauarbeiten begannen im Oktober 2005, am 25. November 2005 erhielt Rotem den Zuschlag für den Bau der Züge. Die Eröffnung der Canada Line war zunächst für den 30. November 2009 vorgesehen, konnte dann aber auf den 17. August 2009 vorgezogen werden.